# 卡尔广场城铁站

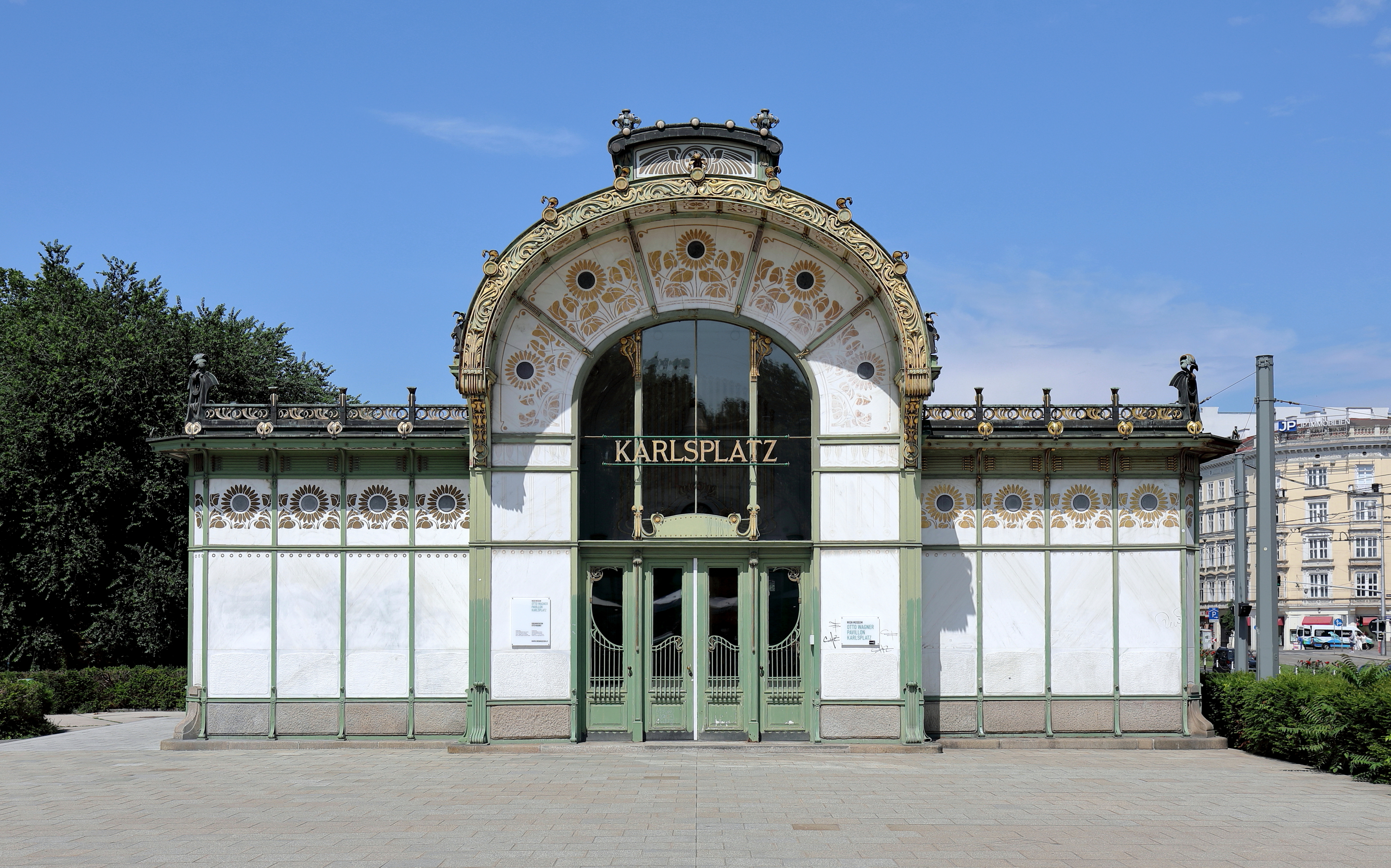
卡尔广场城铁站

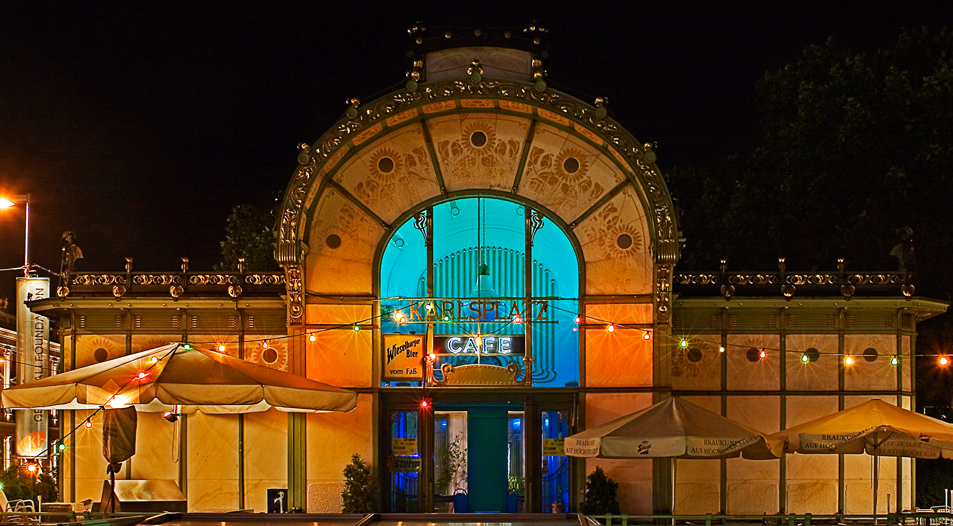
夜景

卡尔广场城铁站曾是维也纳城铁的一个车站，位于卡尔广场，是著名的新艺术运动建筑，被列入维也纳分离派。它是由维也纳交通委员会顾问奥托·瓦格纳和欧尔布里希设计，与其他城铁车站不同，使用钢结构，外部大理石贴面。。
该车站在1899年开放。1981年，城铁线路改造纳入维也纳地铁，原车站计划拆除。但是，公共舆论倾向于保留这座建筑。于是在地铁完成后又在原处复建，只是地基比原来高了2米。现在一座建筑作为维也纳博物馆的展览空间，设有地铁入口，另一座建筑辟为咖啡馆。